# Abstynent alkoholowy
Abstynent alkoholowy – osoba, która w ogóle nie spożywa żadnych napojów alkoholowych.
Abstynentów możemy podzielić na abstynentów pierwotnych i wtórnych. Abstynent pierwotny to osoba, która nigdy nie piła napojów alkoholowych, natomiast abstynent wtórny to osoba, która w przeszłości piła napoje alkoholowe, ale przestała.

## Organizacje i ruchy zrzeszające abstynentów
- KWC – Krucjata Wyzwolenia Człowieka
- Wesele Wesel
- Apostolski Ruch Księży Abstynentów
- Ruch Trzeźwości im. św. Maksymiliana Kolbego
- Bractwo Trzeźwości im. św. Maksymiliana Kolbe w Łomży
- straight edge

Ponadto abstynencję wśród swoich członków propagują organizacje harcerskie, takie jak m.in. Związek Harcerstwa Polskiego, Związek Harcerstwa Rzeczypospolitej i Stowarzyszenie Harcerskie. W Prawie Harcerskim praktycznie od początków ruchu harcerskiego wpisana jest wolność od palenia tytoniu i picia napojów alkoholowych (rozszerzana też na wolność od innych substancji narkotycznych).

## Przedwojenne organizacje i ruchy zrzeszające abstynentów w Polsce
- Abstynencka Liga Kolejowców,
- Koło Lekarzy Abstynentów,
- Wileńskie Towarzystwo Walki z Alkoholizmem i Innymi Nałogami,
- Katolicki Związek Abstynentów,
- Polski Związek Księży Abstynentów,
- Związek Nauczycieli Abstynentów,
- Związek Akademików Abstynentów,
- Polska Liga Przeciwalkoholowa.